# Ilja Szumow
Ilja Stiepanowicz Szumow, ros. Илья Степанович Шумов (ur. 16 czerwca 1819 w Archangielsku, zm. w lipcu 1881 w Sewastopolu) – rosyjski szachista, autor kompozycji szachowych.
Był oficerem marynarki, służył w rosyjskiej flocie na Morzu Bałtyckim. Po zwolnieniu ze służby w 1847 roku został urzędnikiem rządowym w Petersburgu. Wśród petersburskich szachistów szybko zyskał renomę mistrza kombinacji i ofensywnej gry. W 1851 roku jako jeden z trzech Rosjan, obok Aleksandra Pietrowa i Carla Jänischa, został zaproszony przez Howarda Stauntona na pierwszy międzynarodowy turniej szachowy w Londynie, w którym jednak nie wziął udziału. W 1854 roku w Petersburgu rozegrał dwa mecze przeciwko Carlowi Jänischowi (3-5 i 7-5). W meczach z czołowymi szachistami świata nie sprostał Ignatzowi von Kolischowi (2-6 w 1862 roku) i Szymonowi Winawerowi (2-5 w 1875 roku).
Po śmierci Aleksandra Pietrowa (1867) Szumow był uważany za najsilniejszego szachistę Rosji. Był również autorem około dwustu kompozycji szachowych. Publikował modne wówczas zadania ilustracyjne, w których układ bierek na szachownicy tworzył zabawne wzory albo nawiązywał do wydarzeń historycznych lub politycznych. W 1867 roku wydał zbiór 84 zadań, uzupełniony słownikiem terminów szachowych. W 1869 roku założył Petersburski Klub Szachowy. W tymże roku zainaugurował dział szachowy w periodyku Всемирная иллюстрация, który regularnie redagował przez następne dwanaście lat. Po jego śmierci redakcję działu przejął Michaił Czigorin.